# São José do Rio Pardo
São José do Rio Pardo là một đô thị ở bang São Paulo của Brasil. Đô thị này có vị trí địa lý vĩ độ 21º35'44" độ vĩ nam và kinh đô là 46º53'19" độ kinh tây trên độ cao 676 mét. Dân số năm 2004 là 52 494 người. Đô thị này nằm ở khu vực có khí hậu nhiệt đới. Sông chính ở đây là sông Pardo. Nhiệt độ tối đa trong năm là 30 °C vào thời kỳ giữa tháng 11 và tháng 2, nhiệt độ thấp nhất là 10 °C giữa tháng 5 và tháng 8. Đô thị này nằm ở đô cao 1050 m.